# 천안시장
천안시장(天安市長)은 충청남도 천안시의 행정사무를 담당하는 기초단체장이다.
천안시장은 지방관리관에 상당하는 정무직공무원으로 보한다.

## 역대 시장(천안시)

### 임명직 시장(관선, 1963~1995)
| 대수   | 이름           | 재임 기간                        |
| ------ | -------------- | -------------------------------- |
| 초대   | 최상령(崔相玲) | 1963년 1월 1일~1965년 10월 29일  |
| 제2대  | 김옥현(金玉鉉) | 1965년 10월 29일~1968년 10월 1일 |
| 제3대  | 이돈구(李敦求) | 1968년 10월 1일~1970년 3월 3일   |
| 제4대  | 송우빈(宋佑彬) | 1970년 3월 3일~1971년 8월 20일   |
| 제5대  | 박재복(朴載福) | 1971년 8월 20일~1973년 5월 7일   |
| 제6대  | 김용구(金容球) | 1973년 5월 7일~1975년 9월 3일    |
| 제7대  | 조대희(趙旲熙) | 1975년 9월 3일~1978년 8월 2일    |
| 제8대  | 김현구(金賢九) | 1978년 8월 2일~1980년 8월 8일    |
| 제9대  | 김홍식(金泓植) | 1980년 8월 8일~1983년 4월 14일   |
| 제10대 | 김용성(金容聲) | 1983년 4월 14일~1986년 3월 8일   |
| 제11대 | 이근영(李根永) | 1986년 3월 8일~1986년 12월 24일  |
| 제12대 | 박중배(朴重培) | 1986년 12월 24일~1988년 6월 4일  |
| 제13대 | 정하용(鄭夏容) | 1988년 6월 4일~1989년 12월 28일  |
| 제14대 | 이근영(李根永) | 1989년 12월 28일~1993년 3월 16일 |
| 제15대 | 이희영(李羲榮) | 1993년 3월 16일~1993년 12월 31일 |
| 제16대 | 유철희(柳喆熙) | 1994년 1월 1일~1994년 12월 31일  |
| 제17대 | 조철연(趙哲衍) | 1995년 1월 1일~1995년 6월 30일   |

### 선출직 시장(민선, 1995~)
| 대수     | 이름           | 재임 기간                        | 시정 구호                   | 비고                      |
| -------- | -------------- | -------------------------------- | --------------------------- | ------------------------- |
| 제18대   | 이근영(李根永) | 1995년 7월 1일~1998년 6월 30일   | 21세기 천안을 열자          | 민선 1기 11·14대 천안시장 |
| 제19대   | 이근영(李根永) | 1998년 7월 1일~2002년 6월 30일   | 21세기 천안을 열자          | 민선2기 재선              |
| 제20대   | 성무용(成武鏞) | 2002년 7월 1일~2006년 6월 30일   | 행복이 넘치는 미래도시 천안 | 민선3기                   |
| 제21대   | 성무용(成武鏞) | 2006년 7월 1일~2010년 6월 30일   | 행복이 넘치는 미래도시 천안 | 민선4기 재선              |
| 제22대   | 성무용(成武鏞) | 2010년 7월 1일~2014년 6월 30일   | 행복이 넘치는 미래도시 천안 | 민선5기 3선               |
| 제23대   | 구본영(具本玲) | 2014년 7월 1일~2018년 6월 30일   | 시민중심 행복천안           | 민선6기                   |
| 제24대   | 구본영(具本玲) | 2018년 7월 1일~2019년 11월 14일  | 시민중심 행복천안           | 민선7기 재선              |
| 권한대행 | 구만섭(丘萬燮) | 2019년 11월 14일~2020년 4월 15일 | 부시장                      |                           |
| 제25대   | 박상돈(朴商敦) | 2020년 4월 16일~2022년 6월 30일  | 새로운 천안, 행복한 시민    | 민선7기                   |
| 제26대   | 박상돈(朴商敦) | 2022년 7월 1일~2025년 4월 24일   | 새로운 천안, 행복한 시민    | 민선8기 재선              |
| 권한대행 | 김석필         | 2025년 4월 24일~                 |                             | 부시장                    |

## 역대 군수(천원군·천안군, 1945~1995)

### 임명직 군수
| 대수   | 이름           | 재임 기간                        |
| ------ | -------------- | -------------------------------- |
| 초대   | 유광준(兪光濬) | 1945년 8월 15일~1947년 8월 2일   |
| 제2대  | 이상규(李象圭) | 1947년 8월 3일~1949년 11월 10일  |
| 제3대  | 강순태(姜順泰) | 1949년 11월 16일~1952년 3월 13일 |
| 제4대  | 김홍식(金洪植) | 1952년 3월 25일~1952년 12월 9일  |
| 제5대  | 김경한(金景漢) | 1952년 12월 10일~1957년 4월 1일  |
| 제6대  | 정인권(鄭寅權) | 1957년 4월 2일~1959년 4월 18일   |
| 제7대  | 현창호(玄昌鎬) | 1959년 4월 19일~1960년 5월 12일  |
| 제8대  | 임면재(任免宰) | 1960년 5월 13일~1960년 10월 31일 |
| 제9대  | 인중배(印重培) | 1960년 11월 9일~1961년 7월 8일   |
| 제10대 | 임형선(林炯善) | 1961년 7월 9일~1962년 7월 24일   |
| 제11대 | 최상령(崔相玲) | 1962년 8월 10일~1962년 12월 31일 |
| 제12대 | 전병덕(全炳德) | 1963년 1월 1일~1963년 3월 13일   |
| 제13대 | 김종성(金種聲) | 1963년 4월 18일~1964년 3월 25일  |
| 제14대 | 박재복(朴載福) | 1964년 3월 26일~1965년 9월 12일  |
| 제15대 | 정만택(鄭萬擇) | 1965년 9월 13일~1966년 5월 31일  |
| 제16대 | 이돈구(李敦求) | 1966년 6월 1일~1967년 3월 12일   |
| 제17대 | 김기홍(金基弘) | 1967년 12월 5일~1968년 7월 17일  |
| 제18대 | 송우빈(宋佑彬) | 1968년 7월 29일~1970년 3월 2일   |
| 제19대 | 박재복(朴載福) | 1970년 3월 3일~1971년 8월 20일   |
| 제20대 | 김완종(金完種) | 1971년 8월 21일~1973년 5월 6일   |
| 제21대 | 김영석(金榮錫) | 1973년 5월 7일~1975년 9월 2일    |
| 제22대 | 이관현(李寬鉉) | 1975년 9월 3일~1977년 2월 15일   |
| 제23대 | 한상욱(韓相旭) | 1977년 2월 16일~1979년 7월 5일   |
| 제24대 | 조기택(曺基鐸) | 1979년 7월 6일~1980년 8월 19일   |
| 제25대 | 김건배(金建培) | 1980년 8월 20일~1981년 12월 23일 |
| 제26대 | 김관현(金寬鉉) | 1981년 12월 24일~1982년 2월 24일 |
| 제27대 | 유호근(柳鎬根) | 1982년 3월 3일~1983년 7월 6일    |
| 제28대 | 윤형영(尹亨榮) | 1983년 7월 7일~1985년 7월 8일    |
| 제29대 | 최영섭(崔寧燮) | 1985년 7월 20일~1986년 3월 7일   |
| 제30대 | 이기현(李基鉉) | 1986년 3월 8일~1987년 3월 13일   |
| 제31대 | 송일영(宋日永) | 1987년 4월 10일~1988년 6월 10일  |
| 제32대 | 박중규(朴重奎) | 1988년 6월 11일~1988년 7월 8일   |
| 제33대 | 송석상(宋錫祥) | 1988년 7월 9일~1989년 12월 26일  |
| 제34대 | 윤병렬(尹秉烈) | 1989년 12월 27일~1993년 3월 28일 |
| 제35대 | 유병학(柳炳學) | 1993년 3월 29일~1994년 5월 3일   |
| 제36대 | 임형재(任亨宰) | 1994년 5월 4일~1995년 5월 9일    |

## 같이 보기
- 천안시장 선거